# Gnetum camporum
Gnetum camporum là một loài thực vật hạt trần trong họ Gnetaceae. Loài này được Markgr. D.W.Stev. & Zanoni mô tả khoa học đầu tiên năm 1991.